# 술레만 사네
술레만 장 사네(프랑스어: Souleymane Jean Sané, 1961년 2월 26일~)는 세네갈의 축구인으로 선수 시절 스트라이커로 활동했다. 사미 사네(프랑스어·독일어: Sammy Sané, Samy Sané)로도 불렸으며 독일의 리듬 체조 선수였던 레기나 베버의 남편이다.

## 어린 시절
사네는 1961년 세네갈의 다카르에서 세네갈 대사관에서 일하던 부모에게서 태어나 4살 때 가족들과 함께 프랑스의 툴루즈로 이주했다. 어린 시절 그는 육상 경기, 권투, 레슬링을 배웠으며 100미터를 10.7초에 주파할 수 있었다. 그는 이후 툴루즈 FC에서 프로 선수로 활동하던 형을 따라 축구 선수로 활동하기로 결정했다.

## 구단 경력
사네는 툴루즈에 있는 블라냐크 FC(프랑스어: Blagnac FC)에 입단하며 축구 선수 경력을 시작했고 선수와 페이스트리 제빵사를 병행했다. 1981년 그는 ES 비리샤티옹으로 이적했고 첫 시즌에 득점왕을 달성했다. 그는 1982년 프랑스군 입영 영장을 받았고 프랑스 축구 연맹에서 입영 참작 서류를 받으면 그의 집에서 가까운 부대에서 군복무를 수행할 수 있었다. 그러나 당시 사네가 집을 떠나 여름 휴가를 보내고 있었기 때문에 부모가 그에게 연락을 보낼 수 없었고, 사네는 서류를 군에 제출하지 못해 서독에서 군복무를 수행하게 되었다.
사네는 서독의 필링겐슈베닝겐과 도나우에싱겐에서 군복무를 수행했고 4부 리그인 페르반츨리가 쥐트바덴의 FV 도나우에싱겐에서 축구 경력을 계속했다. 이후 1985년 2. 분데스리가의 SC 프라이부르크에 입단하며 프로 축구 선수 경력을 시작했고 3년 동안 56득점을 기록하며 1987-88 시즌 2. 분데스리가 득점왕에 선정되었다. 그는 1988년 1. FC 뉘른베르크로 이적했고 2년 뒤 1990년 분데스리가의 SG 바텐샤이트 09로 이적하며 분데스리가에서 활동한 1세대 흑인 축구 선수가 되었다. 그는 바텐샤이트에서 39득점을 기록하며 2024년 2월 기준으로 바텐샤이트의 분데스리가 역대 최다 득점자 기록을 가지고 있다.
사네는 1994년 바텐샤이트가 분데스리가에서 강등된 후 FC 티롤 인스부르크로 이적했고 첫 시즌에 20득점을 기록하며 오스트리아 분데스리가 최다 득점자가 되었다. 이후 그는 FC 로잔 스포르를 거쳐 1997년 바텐샤이트로 복귀했고 2년 동안 바텐샤이트에서 활동한 후 LASK, FC 샤프하우젠에서 활동했다. 그는 2000년 샤프헤우젠을 떠난 후 2010년 DJK 바텐샤이트에서 선수 겸 감독 경력을 마감하기까지 가족들이 살고 있는 루르의 아마추어 구단들에서 활동했다.
사네는 분데스리가에서 총 174경기에 출전해 51득점을 기록했고 2. 분데스리가에서는 총 152경기에 출전해 65득점을, 오스트리아 분데스리가에서 58경기에 출전해 23득점을 기록했다.

## 국가대표팀 경력
사네는 1. FC 뉘른베르크에서 활동할 때 그를 확인하러 경기장을 방문한 프랑스 축구 국가대표팀의 감독 미셸 플라티니로부터 프랑스 대표팀 합류를 제안받았다. 당시 세네갈 축구 국가대표팀의 감독 오토 피스터는 사네가 프랑스 여권 외에 세네갈 여권을 가지고 있었다는 것을 확인해 세네갈 축구 연맹에게 해당 내역을 알렸고, 사네는 세네갈 축구 연맹과 아버지의 의견을 받아들여 프랑스 대표팀에서 데뷔하기 2주 전에 세네갈 대표로 활동하기로 결정했다.
그는 1990년부터 1997년까지 세네갈 대표팀에서 활동했고 총 55경기에 출전해 29득점을 기록했다.

## 지도자 경력
사네는 2008년부터 2011년까지 잔지바르 축구 국가대표팀의 감독으로 활동했고 2009년부터 2010년까지 DJK 바텐샤이트의 선수 겸 감독으로 활동했다.

## 개인사
사네는 독일에서 활동할 당시 상대팀 지지자들로부터 인종 차별적 발언들을 듣거나 바나나가 그가 있는 구역으로 날아오는 행위를 당했다. 1990-91 시즌 함부르크 SV와 바텐샤이트의 DFB-포칼 16강전에서 함부르크 지지자들이 그를 향해 바나나를 던지거나 원숭이 울음 소리를 지르고 "흑인은 나가라!(독일어: Neger raus!)"라는 구호를 외쳤다. 그는 해당 경기에서 바텐샤이트의 2대 1 승리를 만든 결승골을 득점한 후 인터뷰에서 "흑인은 나가지 않았고 HSV가 나갔다!(독일어: Nix Neger raus, HSV ist raus!)"라고 말했다.
사네는 1988-89 시즌 뉘른베르크와 카를스루에 SC와의 2. 분데스리가 7라운드에서 카를스루에의 골키퍼 알렉산더 파물라가 공을 완전히 잡았을 때 그의 얼굴 위로 뛰어올라 그의 귀를 발로 가격했고 파물라는 귀에 20바늘을 꿰매야 하는 상처를 입었다. 사네는 축구 경력에서 첫 번째 레드카드와 6경기 출장 정지 징계를 받았고 이후 병원에 입원한 파물라를 찾아갔다.
사네는 독일의 리듬 체조 선수였던 레기나 베버와 결혼했고 부부 사이에는 킴 자네(독일어: Kim Sané), 리로이 자네, 지디 자네 세 아들들이 있다. 세 아들들 모두 축구 선수로 활동하고 있으며 SG 바텐샤이트 09, FC 샬케 04 유소년 팀을 거쳐 프로 무대에 진출했다.
장남인 킴은 축구 선수 외에 저먼 풋볼 리그의 뒤셀도르프 팬서 소속 미식축구 선수로도 활동했고 2024년 2월 기준으로 소속팀이 없다. 차남인 리로이는 2024년 2월 기준으로 FC 바이에른 뮌헨과 독일 축구 대표팀에서, 막내 아들 지디는 아인트라흐트 브라운슈바이크에서 활동하고 있다.

## 수상 내역
개인
- 2. 분데스리가 최다 득점자: 1987-88(21득점)[6]
- 오스트리아 분데스리가 최다 득점자: 1994-95(20득점)[6]